# Musikjahr 1980
Liste der Musikjahre

◄◄ | ◄ | 1976 | 1977 | 1978 | 1979 | Musikjahr 1980 | 1981 | 1982 | 1983 | 1984 | ► | ►►

Weitere Ereignisse · Country-Musik
Dieser Artikel behandelt das Musikjahr 1980.
Die erfolgreichste Single in Deutschland veröffentlichte die Goombay Dance Band mit Sun of Jamaica; auf Platz zwei gelangte Pink Floyd mit Another Brick in the Wall, Pt. 2, das auch in der Schweiz die meistverkaufte Single war. Zudem war das Album The Wall der Band das meistverkaufte Album in Deutschland und stand in den USA mit 15 Wochen am längsten auf Platz eins der Billboard 200. Im Vereinigten Königreich war hingegen Don’t Stand So Close to Me von The Police die meistverkaufte Single.

## Ereignisse

### Populäre Musik

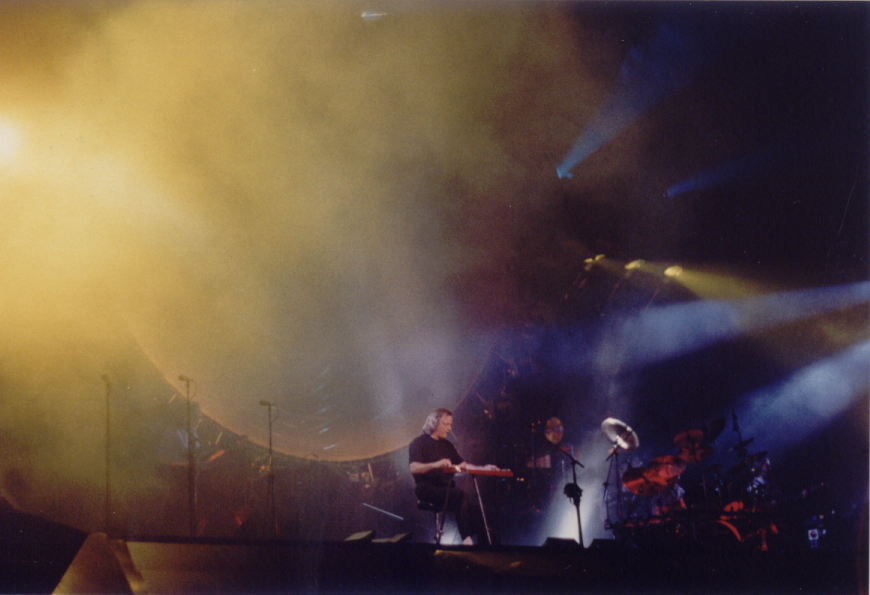
Pink Floyd (hier 1989) zählte zu den erfolgreichsten Bands des Jahres

- 07. Februar: In Los Angeles beginnt die The Wall Tour von Pink Floyd.
- 19. Februar: AC/DC-Sänger Bon Scott stirbt.
- 17. März: Genesis starten in Paignton ihre Duke Tour.
- 13. April: Mike Oldfield startet in Lancaster seine zweite Konzerttournee In Concert 1980.
- 19. April: Johnny Logan gewinnt für Irland den Eurovision Song Contest 1980 in Den Haag mit What’s Another Year. Katja Ebstein erreicht mit Theater für die Bundesrepublik Deutschland Platz zwei.
- 30. Mai: Das Anti-Apartheid-Protestlied Biko des britischen Pop-Rock-Musikers Peter Gabriel wird veröffentlicht.
- 30. Mai: Bob Marley gibt im Hallenstadion in Zürich sein einziges Konzert in der Schweiz. Unmittelbar danach beginnen die Opernhauskrawalle.
- 30. Juni: Die britische Rockband Queen startet in Vancouver ihre weltweite Konzerttournee The Game Tour.
- 25. Juli: AC/DC veröffentlichen mit Back in Black ihr sechstes Studioalbum. Es wird das zweitmeistverkaufte Album der Welt sowie das erfolgreichste Hardrockalbum bislang.
- 16. August: Erstmals findet das Festival Monsters of Rock in Donington Park, England, statt.
- 29. August: Die britische Progressive-Rock-Band Yes startet in Toronto ihre Drama Tour.
- 30. August: Barclay James Harvest geben vor dem Reichstagsgebäude in Berlin ein Gratiskonzert.
- 23. September: Bob Marley tritt in Pittsburgh, Pennsylvania, zum letzten Mal auf.
- 03. Oktober: Der US-amerikanische Singer-Songwriter Bruce Springsteen startet in Ann Arbor gemeinsam mit der E Street Band seine The River Tour.
- 22. Oktober: Die britische Rockband Dire Straits startet in Vancouver ihre On Location Tour.
- 04. Dezember: Nach dem Tod des Schlagzeugers John Bonham am 25. September geben Led Zeppelin ihre Auflösung bekannt.

### Klassische Musik und Musiktheater
- 08. Mai: Uraufführung der Oper Kopernikus von Claude Vivier im Théâtre du Monument National in Montreal[1]
- 28. Juni: Die 1930 entstandene Oper Antikrist von Rued Langgaard (Musik und Libretto) wird im Dänischen Rundfunk vollständig gesendet. Die szenische Uraufführung wird am 2. Mai 1999 im Tiroler Landestheater Innsbruck stattfinden.
- 05. September: Uraufführung der Oper Satyagraha von Philip Glass an der Stadschouwburg in Rotterdam
- 17. September: Die Urversion des Musicals Les Misérables von Claude-Michel Schönberg und Alain Boublil nach dem gleichnamigen Roman von Victor Hugo wird in Paris uraufgeführt.
- 11. Oktober: Die Oper Der Traumgörge von Alexander von Zemlinsky wird 38 Jahre nach dem Tod des Komponisten in Nürnberg uraufgeführt.
- 14. Oktober: Uraufführung von Orion für großes Orchester von Claude Vivier[1]
- 24. Dezember: Sergei Petrowitsch Banewitsch: Uraufführung der Oper История Кая и Герды (Снежная королева) [Die Geschichte von Kai und Gerda (Die Schneekönigin)] am Kirow-Theater in Leningrad
- Friedrich Gulda: Konzert für Violoncello und Blasorchester
- Arvo Pärt: Annum per annum

### Film und Fernsehen
- 29. Oktober: Unter dem Namen Hits von der Schulbank wird die Erstaufgabe der Musikshow Music-Box mit Désirée Nosbusch ausgestrahlt.

## Musikcharts

### Deutschland
| Singles                                     | Position | Alben                                      |
| ------------------------------------------- | -------- | ------------------------------------------ |
|                                             |          |                                            |
| Sun of Jamaica Goombay Dance Band           | 1        | The Wall Pink Floyd                        |
| Another Brick in the Wall, Pt. 2 Pink Floyd | 2        | Träumereien 2 Richard Clayderman           |
| D.I.S.C.O. Ottawan                          | 3        | Eyes of the Universe Barclay James Harvest |
| It’s a Real Good Feeling Peter Kent         | 4        | Highway to Hell AC/DC                      |
| Boat on the River Styx                      | 5        | Greatest Hits Vol. 2 ABBA                  |
| Bobby Brown (Goes Down) Frank Zappa         | 6        | Gone to Earth Barclay James Harvest        |
| Take That Look off Your Face Marti Webb     | 7        | Eve The Alan Parsons Project               |
| Weekend Earth & Fire                        | 8        | Discovery Electric Light Orchestra         |
| Matador Garland Jeffreys                    | 9        | Wish You Were Here Pink Floyd              |
| Der Nippel Mike Krüger                      | 10       | Breakfast in America Supertramp            |

Die längsten Nummer-eins-Singles
Lieder, die die meiste Zeit während eines anderen Jahres auf Platz 1 der Charts verbrachten, werden hier nicht aufgeführt.
1. Lipps, Inc. – Funkytown (10 Wochen)
2. Goombay Dance Band – Sun of Jamaica (8 Wochen)
3. Oliver Onions – Santa Maria (6 Wochen)

Die längsten Nummer-eins-Alben
Alben, die die meiste Zeit während eines anderen Jahres auf Platz 1 der Charts verbrachten, werden hier nicht aufgeführt.
1. Pink Floyd – The Wall (17 Wochen)
2. Orchester Anthony Ventura – Die schönsten Melodien (10 Wochen)
3. Peter Maffay – Revanche; Hot Chocolate – 20 Greatest Hits (jeweils 7 Wochen)

Alle Nummer-eins-Hits und die Hits des Jahres

### Österreich
| Singles                                        | Position | Alben                                                             |
| ---------------------------------------------- | -------- | ----------------------------------------------------------------- |
|                                                |          |                                                                   |
| Sun of Jamaica Goombay Dance Band              | 1        | The Wall Pink Floyd                                               |
| Another Brick in the Wall (Part II) Pink Floyd | 2        | Discovery Electric Light Orchestra                                |
| I Have A Dream ABBA                            | 3        | Greatest Hits Vol. 2 ABBA                                         |
| Funkytown Lipps, Inc.                          | 4        | Der Nippel Mike Krüger                                            |
| Der Nippel Mike Krüger                         | 5        | Zauber der Karibik Goombay Dance Band                             |
| Hold On Tight Electric Light Orchestra         | 6        | Xanadu Soundtrack / Electric Light Orchestra & Olivia Newton-John |
| Santa Maria Oliver Onions                      | 7        | The Crunch And Beyond Rah Band                                    |
| The Ballad Of Lucy Jordan Marianne Faithfull   | 8        | Eve The Alan Parsons Project                                      |
| It’s a Real Good Feeling Peter Kent            | 9        | Emotional Rescue The Rolling Stones                               |
| Confusion Electric Light Orchestra             | 10       | 20 Golden Hits Paul Anka                                          |

Die längsten Nummer-eins-Singles
Lieder, die die meiste Zeit während eines anderen Jahres auf Platz 1 der Charts verbrachten, werden hier nicht aufgeführt.
1. Pink Floyd – Another Brick in the Wall; Oliver Onions – Santa Maria (jeweils 9 Wochen)
2. Lipps, Inc. – Funkytown (7 Wochen)
3. Goombay Dance Band – Sun of Jamaica; The Buggles – Video Killed the Radio Star (jeweils 6 Wochen)

Die längsten Nummer-eins-Alben
Alben, die die meiste Zeit während eines anderen Jahres auf Platz 1 der Charts verbrachten, werden hier nicht aufgeführt.
1. Pink Floyd – The Wall (17 Wochen)
2. Mike Krüger – Der Nippel (9 Wochen)
3. Orchester Anthony Ventura – Die schönsten Melodien (7 Wochen)

Alle Nummer-eins-Hits und die Hits des Jahres

### Schweiz
| Position | Singles                                       |
| -------- | --------------------------------------------- |
|          |                                               |
| 1        | Another Brick in the Wall (Part 2) Pink Floyd |
| 2        | Funkytown Lipps, Inc.                         |
| 3        | Boat on the River Styx                        |
| 4        | Upside Down Diana Ross                        |
| 5        | Weekend Earth & Fire                          |
| 6        | Sun of Jamaica Goombay Dance Band             |
| 7        | Xanadu Olivia Newton-John & ELO               |
| 8        | Donna musica Collage                          |
| 9        | Call Me Blondie                               |
| 10       | Santa Maria Oliver Onions                     |

Die längsten Nummer-eins-Singles
Lieder, die die meiste Zeit während eines anderen Jahres auf Platz 1 der Charts verbrachten, werden hier nicht aufgeführt.
1. Pink Floyd – Another Brick in the Wall (Part 2) (11 Wochen)
2. Diana Ross – Upside Down (8 Wochen)
3. Styx – Boat on the River; Lipps, Inc. – Funkytown (jeweils 7 Wochen)

Alle Nummer-eins-Hits und die Hits des Jahres

### Vereinigtes Königreich
| Singles                               | Position | Alben                        |
| ------------------------------------- | -------- | ---------------------------- |
|                                       |          |                              |
| Don’t Stand So Close to Me The Police | 1        | Super Trouper ABBA           |
| Woman in Love Barbra Streisand        | 2        | Zenyattà Mondatta The Police |
| Feels Like I’m in Love Kelly Marie    | 3        | Greatest Hits Rose Royce     |
| Super Trouper ABBA                    | 4        | The Pretenders               |
| D. I. S. C. O. Ottawan                | 5        | Reggatta de Blanc The Police |
| The Tide Is High Blondie              | 6        | Flesh and Blood Roxy Music   |
| Geno Dexys Midnight Runners           | 7        | Off the Wall Michael Jackson |
| Coward of the County Kenny Rogers     | 8        | Duke Genesis                 |
| Together We Are Beautiful Fern Kinney | 9        | Guilty Barbra Streisand      |
| (Just Like) Starting Over John Lennon | 10       | Sky 2 Sky                    |

Die längsten Nummer-eins-Singles
Lieder, die die meiste Zeit während eines anderen Jahres auf Platz 1 der Charts verbrachten, werden hier nicht aufgeführt.
1. The Police – Don’t Stand So Close to Me (4 Wochen)
2. The Jam – Going Underground / Dreams of Children; M*A*S*H – Theme from M*A*S*H (Suicide Is Painless); Don McLean – Crying; Barbra Streisand – Woman in Love; ABBA – Super Trouper (jeweils 3 Wochen)

Alle weiteren Lieder waren entweder eine oder zwei Wochen auf Platz 1 gelistet.
Die längsten Nummer-eins-Alben
Alben, die die meiste Zeit während eines anderen Jahres auf Platz 1 der Charts verbrachten, werden hier nicht aufgeführt.
1. ABBA – Super Trouper (7 Wochen)
2. The Pretenders – The Pretenders; Roxy Music – Flesh and Blood; The Police – Zenyattà Mondatta (jeweils 4 Wochen)
3. The Shadows – String of Hits (3 Wochen)

Alle Nummer-eins-Hits und die Hits des Jahres

### Vereinigte Staaten
Die längsten Nummer-eins-Singles
Lieder, die die meiste Zeit während eines anderen Jahres auf Platz 1 der Charts verbrachten, werden hier nicht aufgeführt.
1. Blondie – Call Me; Kenny Rogers – Lady (jeweils 6 Wochen)
2. Michael Jackson – Rock with You; Queen – Crazy Little Thing Called Love; Pink Floyd – Another Brick in the Wall; Lipps, Inc. – Funkytown; Olivia Newton-John – Magic; Diana Ross – Upside Down (jeweils 4 Wochen)
3. Paul McCartney – Coming Up; Queen – Another One Bites the Dust; Barbra Streisand – Woman in Love (jeweils 3 Wochen)

Die längsten Nummer-eins-Alben
Alben, die die meiste Zeit während eines anderen Jahres auf Platz 1 der Charts verbrachten, werden hier nicht aufgeführt.
1. Pink Floyd – The Wall (15 Wochen)
2. The Rolling Stones – Emotional Rescue (7 Wochen)
3. Bob Seger & The Silver Bullet Band – Against the Wind; Billy Joel – Glass Houses (jeweils 6 Wochen)

Alle Nummer-eins-Hits und die Hits des Jahres

### Charts in weiteren Ländern
Siehe auch: Nummer-eins-Hits 1980 in  Australien, Belgien, Deutschland, Finnland, Frankreich, Irland, Italien, Japan, Kanada, Neuseeland, den Niederlanden, Norwegen, Österreich, Schweden, der Schweiz, Spanien, den Vereinigten Staaten und im Vereinigten Königreich.

## Musikpreise und Ehrungen

### Grammy Awards 1980
Single des Jahres (Record of the Year):
- What a Fool Believes von den Doobie Brothers

Album des Jahres (Album of the Year):
- 52nd Street von Billy Joel

Song des Jahres (Song of the Year):
- What a Fool Believes von den Doobie Brothers (Autoren: Kenny Loggins, Michael McDonald)

Bester neuer Künstler (Best New Artist):
- Rickie Lee Jones

### Oscar 1980

#### Beste Filmmusik
Georges Delerue – Ich liebe dich – I Love You – Je t’aime (A Little Romance)
Henry Mancini – Zehn – Die Traumfrau (10)
Jerry Goldsmith – Star Trek: Der Film (Star Trek: The Motion Picture)
Dave Grusin – Der Champ (The Champ)
Lalo Schifrin – Amityville Horror

#### Bester Song
„It Goes Like It Goes“ aus Norma Rae – Eine Frau steht ihren Mann (Norma Rae) – Norman Gimbel, David Shire
„I’ll Never Say Goodbye“ aus The Promise – Alan Bergman, Marilyn Bergman, David Shire
„Song from 10 (It’s Easy to Say)“ aus Zehn – Die Traumfrau (10) – Henry Mancini, Robert Wells
„The Rainbow Connection“ aus Muppet Movie (The Muppet Movie) – Kenny Ascher, Paul Williams
„Through the Eyes of Love“ aus Eisfieber (Ice Castles) – Marvin Hamlisch, Carole Bayer Sager

#### Bester Ton
Richard Beggs, Mark Berger, Nathan Boxer, Walter Murch – Apocalypse Now
Gene S. Cantamessa, Robert J. Glass, Robert Knudson, Don MacDougall – 1941 – Wo bitte geht’s nach Hollywood (1941)
Les Fresholtz, Michael Minkler, Arthur Piantadosi, Al Overton junior – Der elektrische Reiter (The Electric Horseman)
Michael J. Kohut, William McCaughey, Aaron Rochin, Jack Solomon – Meteor
Theodore Soderberg, James E. Webb, Paul Wells, Douglas O. Williams – The Rose

### Spellemannprisen 1980
Jazz
- Frode Thingnæs Quintett

Pop
- Dollie de Luxe

Ehrenpreis der Jury (Juryens hederspris)
- Kari Diesen

Ehrenpreis (Hedersdiplom)
- Pete Knutsen, Bruno Oldani

### Musikwettbewerbe
Eurovision Song Contest
1. Johnny Logan: What’s Another Year
2. Katja Ebstein: Theater
3. Prima Donna: Love Enough for Two
4. Paola: Cinéma
5. Maggie MacNeal: Amsterdam

## Jahresbestenlisten

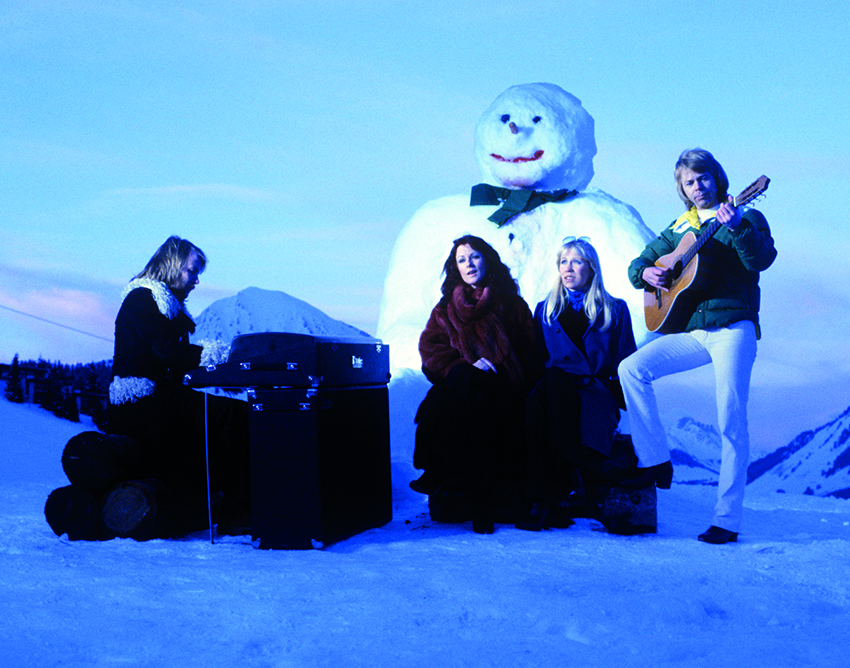
ABBA (hier 1979) dominierte die weltweiten Hitlisten

### Popkultur.de

#### Songs
1. Roland Kaiser – Santa Maria
2. ABBA – Super Trouper
3. Lipps, Inc. – Funkytown
4. Sugarhill Gang – Rapper’s Delight
5. AC/DC – Highway to Hell
6. Oliver Onions – Santa Maria
7. Blondie – Call Me
8. Diana Ross – Upside Down
9. Truck Stop – Der wilde, wilde Westen
10. Fleetwood Mac – Tusk

## Gründungen und Auflösungen

### Gründungen
- Bhundu Boys – simbabwische Musikgruppe aus Harare
- Böhse Onkelz – deutsche Rockband
- Depeche Mode – britische Synth-Rock- bzw. Synthie-Pop-Gruppe
- Eurythmics – britisches Pop-Duo
- Powerplay – niederländisches Rocktrio
- The Stargazers – britische Rock-’n’-Roll-Band
- The Uptown Horns – US-amerikanische Musikergruppe mit Blasinstrumenten

### Auflösungen
- Crack – spanische Progressive- und Symphonic-Rockband aus Gijón
- Tibet – deutsche Progressive-Rock-Band

## Neuveröffentlichungen (Auswahl)

### Lieder und Kompositionen
| Lied                                     | Text                                     | Musik                                    | Erstinterpret                             | Label                                              | Veröffentlichung   | Genre                | Album                                               | Weitere Informationen                        |
| ---------------------------------------- | ---------------------------------------- | ---------------------------------------- | ----------------------------------------- | -------------------------------------------------- | ------------------ | -------------------- | --------------------------------------------------- | -------------------------------------------- |
| 9 to 5                                   | Dolly Parton                             | Dolly Parton                             | Dolly Parton                              | RCA Records Nashville                              | 3. November 1980   | Country-Pop          | 9 to 5 and Odd Jobs                                 |                                              |
| Allein unter Fremden                     | Wolfgang Mürmann                         | Leo Leandros                             | Freddy Quinn                              | Polydor                                            | 1980               | Schlager             | Du hast mein Wort                                   |                                              |
| Babooshka                                | Kate Bush                                | Kate Bush                                | Kate Bush                                 | EMI Electrola                                      | 27. Juni 1980      | Rock                 | Never for Ever                                      |                                              |
| Beautiful Boy (Darling Boy)              | John Lennon                              | John Lennon                              | John Lennon                               | Geffen Records, EMI                                | 17. November 1980  | Pop                  | Double Fantasy                                      |                                              |
| Biko                                     | Peter Gabriel                            | Peter Gabriel                            | Peter Gabriel                             | Charisma (UK), Mercury (USA)                       | 30. Mai 1980       | Afropop, Worldbeat   | Peter Gabriel (Melt)                                |                                              |
| Breaking the Law                         | Rob Halford, K. K. Downing, Glenn Tipton | Rob Halford, K. K. Downing, Glenn Tipton | Judas Priest                              | Columbia Records                                   | 23. Mai 1980       | Heavy Metal          | British Steel                                       |                                              |
| Cinéma                                   | Véronique Müller, Peter Reber            | Véronique Müller, Peter Reber            | Paola                                     | CBS Records                                        | April 1980         | Schlager             | Lieder, die ich liebe                               |                                              |
| Cleanup Time                             | John Lennon                              | John Lennon                              | John Lennon                               | Geffen Records, EMI                                | 17. November 1980  | Rock                 | Double Fantasy                                      |                                              |
| Crazy Train                              | Ozzy Osbourne, Bob Daisley, Randy Rhoads | Ozzy Osbourne, Bob Daisley, Randy Rhoads | Ozzy Osbourne                             | Jet Records                                        | 12. September 1980 | Rock                 | Blizzard of Ozz                                     |                                              |
| Dear Yoko                                | John Lennon                              | John Lennon                              | John Lennon                               | Geffen Records, EMI                                | 17. November 1980  | Pop                  | Double Fantasy                                      |                                              |
| Der Groschen fällt manchmal zu spät      | Peter Schaper                            | Freddy Quinn, Joe Kirsten                | Freddy Quinn                              | Polydor                                            | 1980               | Schlager             | Starportrait, Zijn Grote Successen, Top Star-Parade |                                              |
| Der Teufel und der junge Mann            | Roland Heck, Michael Kunze               | Roland Heck, Michael Kunze               | Paola                                     | CBS Records                                        | November 1980      | Schlager             | Ihre größten Erfolge                                |                                              |
| Don’t Stand So Close to Me               | Sting                                    | Sting                                    | The Police                                | A&M Records                                        | 19. September 1980 | New Wave, Pop-Rock   | Zenyattà Mondatta                                   |                                              |
| Du entschuldige – i kenn’ di             | Peter Cornelius                          | Peter Cornelius                          | Peter Cornelius                           | Philips Records                                    | 1980               | Schlager             | Zwei                                                |                                              |
| Es ist an der Zeit                       | Hannes Wader                             | Eric Bogle                               | Hannes Wader                              |                                                    | 1980               | Liedermacher         | Es ist an der Zeit                                  | Originaltext: Green Fields of France         |
| Every Man Has a Woman Who Loves Him      | Yoko Ono                                 | Yoko Ono                                 | Yoko Ono                                  | Geffen Records, EMI                                | 17. November 1980  | Pop                  | Double Fantasy                                      |                                              |
| I’m Losing You                           | John Lennon                              | John Lennon                              | John Lennon                               | Geffen Records, EMI                                | 17. November 1980  | Rock                 | Double Fantasy                                      |                                              |
| Ich hab dich lieb                        | Herbert Grönemeyer                       | Herbert Grönemeyer                       | Herbert Grönemeyer                        | Intercord                                          | 1980               | Pop                  | Zwo                                                 |                                              |
| Kosmetik (Ich bin das Glück dieser Erde) | Joachim Witt                             | Joachim Witt                             | Joachim Witt                              | WEA Records                                        | Dezember 1980      | Neue Deutsche Welle  | Silberblick                                         |                                              |
| Misunderstanding                         | Phil Collins                             | Phil Collins                             | Genesis                                   | Charisma Records                                   | 28. März 1980      | AOR, Rock            | Duke                                                |                                              |
| Sheba                                    | Mike Oldfield                            | Mike Oldfield                            | Mike Oldfield                             | Virgin Records                                     | 31. Oktober 1980   | Progressive Rock     | QE2                                                 |                                              |
| Stop the Cavalry                         | Jona Lewie                               | Jona Lewie                               | Jona Lewie                                | Stiff Records                                      | November 1980      | Pop                  | Heart Skips Beat                                    |                                              |
| Temporary Secretary                      | Paul McCartney                           | Paul McCartney                           | Paul McCartney                            | Parlophone/EMI (UK), Columbia Records (USA/Kanada) | 12. September 1980 | Pop                  | McCartney II                                        |                                              |
| The Zoo                                  | Klaus Meine                              | Rudolf Schenker                          | Scorpions                                 | EMI Records                                        | 1980               | Hard Rock            | Animal Magnetism                                    |                                              |
| Waterfalls                               | Paul McCartney                           | Paul McCartney                           | Paul McCartney                            | Parlophone/EMI (UK), Columbia Records (USA/Kanada) | 14. Juni 1980      | Pop                  | McCartney II                                        |                                              |
| What’s Another Year                      | Shay Healy                               | Shay Healy                               | Johnny Logan                              | Release Records, Epic                              | April 1980         | Pop                  |                                                     | Siegertitel des Eurovision Song Contest 1980 |
| Wort                                     | Udo Jürgens, Oliver Spiecker             | Udo Jürgens, Oliver Spiecker             | Udo Jürgens & Berliner Philharmoniker     | Ariola                                             | 15. September 1980 | Sinfonische Dichtung | Udo 80                                              |                                              |
| You Shook Me All Night Long              | AC/DC                                    | AC/DC                                    | Brian Johnson, Angus Young, Malcolm Young | Atlantic Records                                   | 15. August 1980    | Rock, Hard Rock      | Back in Black                                       | Erste Single mit Brian Johnson als Sänger    |

### Alben
| Album                                        | Interpret                  | Label                              | Veröffentlichung   | Genre                                    | Weitere Informationen                                                                                            |
| -------------------------------------------- | -------------------------- | ---------------------------------- | ------------------ | ---------------------------------------- | --- |
| 21 at 33                                     | Elton John                 | MCA, The Rocket Record Company     | 13. Mai 1980       | Softrock, Post-Disco                     | |
| A                                            | Jethro Tull                | Chrysalis Records                  | 29. August 1980    | Progressive Rock, Artrock                | |
| Ace of Spades                                | Motörhead                  | Bronze Records                     | 8. November 1980   | Heavy Metal, Hard Rock                   | |
| Against the Wind                             | Bob Seger                  | Capitol Records                    | 25. Februar 1980   | Rock                                     | |
| Animal Magnetism                             | Scorpions                  | EMI Records                        | 31. März 1980      | Hard Rock                                | |
| Back in Black                                | AC/DC                      | Atlantic Records                   | 25. Juli 1980      | Hard Rock                                | Erstes Album mit dem Sänger Brian Johnson                                                                        |
| Blizzard of Ozz                              | Ozzy Osbourne              | Jet Records                        | 20. September 1980 | Heavy Metal                              | Debütalbum |
| Boy                                          | U2                         | Island Records                     | 20. Oktober 1980   | Rock                                     | Debütalbum |
| Boys Don’t Cry                               | The Cure                   | Fiction Records                    | 5. Februar 1980    | Post-Punk, Gothic Rock                   | Kompilation |
| British Steel                                | Judas Priest               | Epic Records                       | 14. April 1980     | Heavy Metal                              | |
| Bryan Adams                                  | Bryan Adams                | A&M Records                        | 12. Februar 1980   | Rock                                     | Debütalbum |
| Caught in the Crossfire                      | John Wetton                | E.G. Records                       | 1980               | Hard Rock, Pop-Rock                      | |
| Clues                                        | Robert Palmer              | Island Records                     | 26. September 1980 | Rock, New Wave, Synthiepop               | |
| Conquest                                     | Uriah Heep                 | Bronze Records                     | Februar 1980       | AOR, Rock                                | |
| Deepest Purple: The Very Best of Deep Purple | Deep Purple                | Harvest Records, Warner Bros.      | 4. Juli 1980       | Hard Rock                                | Kompilation |
| Departure                                    | Journey                    | Columbia Records                   | 29. Februar 1980   | Rock, Hardrock                           | |
| Der Kaffee ist fertig...                     | Peter Cornelius            | Phonogram                          | 1980               | Pop                                      | |
| Diamonds for Breakfast                       | Amanda Lear                | Ariola Records                     | 1980               | Euro Disco, Pop-Rock                     | |
| Dirty Mind                                   | Prince                     | Warner Bros. Records               | 8. Oktober 1980    | R&B, Funk, New Wave, Pop                 | |
| Emotional Rescue                             | The Rolling Stones         | Rolling Stones/Virgin              | 20. Juni 1980      | Rock                                     | |
| Empty Glass                                  | Pete Townshend             | Atlantic Records                   | 10. Mai 1980       | Rock                                     | |
| End of the Century                           | Ramones                    | Sire Records                       | 4. Februar 1980    | Punk, Rock                               | |
| Flush the Fashion                            | Alice Cooper               | Warner Bros. Records               | 28. April 1980     | Hard Rock                                | |
| Full Force                                   | Art Ensemble of Chicago    | ECM Records                        | 1. April 1980      | Jazz                                     | |
| Glass Houses                                 | Billy Joel                 | Columbia Records                   | 12. März 1980      | Rock                                     | |
| Heaven and Hell                              | Black Sabbath              | Vertigo Records                    | 25. April 1980     | Heavy Metal, Epic Doom                   | Erstes Album mit dem ehemaligen Rainbow-Sänger Ronnie James Dio                                                  |
| Hi Infidelity                                | REO Speedwagon             | Epic Records                       | 21. November 1980  | Rock                                     | |
| I’m a Rebel                                  | Accept                     | Brain                              | 2. Juni 1980       | Heavy Metal                              | |
| Ich wollte nie einer von denen sein          | Rainhard Fendrich          | Philips                            | 1980               | Austropop, Liedermacher                  | Debütalbum |
| Iron Maiden                                  | Iron Maiden                | EMI                                | 14. April 1980     | Heavy Metal                              | Debütalbum |
| Jahreszeiten                                 | Reinhard Mey               | Intercord                          | 1980               | Liedermacher                             | |
| Journal Violone II                           | Barre Phillips             | ECM Records                        | März 1980          | Jazz                                     | |
| Just One Night                               | Eric Clapton               | RSO Records                        | 18. April 1980     | Rock, Bluesrock                          | |
| Just Supposin’                               | Status Quo                 | Vertigo Records                    | 17. Oktober 1980   | Hardrock, New Wave                       | |
| Kings of the Wild Frontier                   | Adam & the Ants            | CBS Records                        | 7. November 1980   | Pop, Punk, New Wave                      | |
| Live at Last / Past Lives                    | Black Sabbath              | NEMS Enterprises                   | 21. Juni 1980      | Heavy Metal                              | Aufnahmen vom 11. März 1973 im Hardrock Concert Theatre, Manchester und 16. März 1973 im Rainbow Theatre, London |
| Live!! +one                                  | Iron Maiden                | EMI Records                        | 25. Dezember 1980  | Heavy Metal                              | Aufnahme am 4. Juli 1980 im Marquee Club, London                                                                 |
| Making Movies                                | Dire Straits               | Vertigo Records                    | 17. Oktober 1980   | Rock                                     | |
| Malice in Wonderland                         | Nazareth                   | A&M Records                        | 17. März 1980      | Hard Rock, Adult Oriented Rock           | |
| On Through the Night                         | Def Leppard                | Mercury Records                    | 14. März 1980      | Hard Rock, Heavy Metal                   | |
| One for the Road                             | The Kinks                  | Arista Records                     | 4. Juni 1980       | Rock                                     | |
| Peter Gabriel (Melt)                         | Peter Gabriel              | Charisma Records, Mercury Records  | 30. Mai 1980       | Artrock, Progressive Rock, Pop, New Wave | |
| QE2                                          | Mike Oldfield              | Virgin Records                     | 31. Oktober 1980   | Progressive Rock                         | |
| Ready an’ Willing                            | Whitesnake                 | Atlantic Records, United, Polydor  | 31. Mai 1980       | Hard Rock                                | |
| Remain in Light                              | Talking Heads              | Sire Records                       | 8. Oktober 1980    | New Wave, Post-Punk, Worldbeat, Funk     | |
| Sandinista!                                  | The Clash                  | CBS (Europa), Epic                 | 12. Dezember 1980  | Post-Punk, New Wave                      | |
| Scary Monsters (And Super Creeps)            | David Bowie                | RCA                                | 12. September 1980 | Rock, New Wave                           | |
| Sekt oder Selters                            | Marius Müller-Westernhagen | WEA Records                        | 29. Februar 1980   | Deutschrock, Bluesrock                   | |
| Seventeen Seconds                            | The Cure                   | Fiction Records                    | 18. April 1980     | Post-Punk, Gothic Rock                   | |
| Song for Mother E                            | Amina Claudine Myers       | Leo Records                        | 1980               | Jazz                                     | |
| Strong Arm of the Law                        | Saxon                      | Carrere Records                    | 1. September 1980  | Heavy Metal                              | |
| Super Trouper                                | ABBA                       | Polar Music                        | 3. November 1980   | Pop                                      | |
| The Age of Plastic                           | The Buggles                | Island Records                     | 4. Februar 1980    | Progressive Rock, New Wave, Elektropop   | |
| The Game                                     | Queen                      | EMI/Parlophone; Elektra, Hollywood | 30. Juni 1980      | Rock                                     | |
| The Golden Years                             | Motörhead                  | Bronze Records                     | 8. April 1980      | Heavy Metal                              | |
| The River                                    | Bruce Springsteen          | Columbia Records                   | 10. Oktober 1980   | Rock                                     | |
| Unmasked                                     | Kiss                       | Casablanca Records                 | 20. Mai 1980       | Hard Rock                                | |
| Vienna                                       | Ultravox                   | Chrysalis Records                  | 11. Juli 1980      | Rock, New Wave, Synthie-Pop              | |
| Visage                                       | Visage                     | A&M Records                        | 10. November 1980  | Rock, New Wave, Synthie-Pop              | |
| Weiß wie Schnee                              | Wolfgang Ambros            | Bellaphon Records                  | August 1980        | Pop-Rock                                 | |
| Wheels of Steel                              | Saxon                      | Carrere Records                    | 3. April 1980      | Heavy Metal                              | |
| Women and Children First                     | Def Leppard                | Warner Bros.                       | 26. März 1980      | Hard Rock, Heavy Metal                   | |
| Yesshows                                     | Yes                        | Atlantic Records                   | 23. November 1980  | Progressive Rock                         | |
| Zenyattà Mondatta                            | The Police                 | A&M Records                        | 3. Oktober 1980    | New Wave, Pop-Rock, Reggae Rock          | |
| Zwei                                         | Peter Cornelius            | Phonogram                          | 1980               | Pop                                      | |
| Zwo                                          | Herbert Grönemeyer         | Intercord                          | 1980               | Rock                                     | |

## Geboren

### Januar
- 03. Januar: Julia Purgina, österreichische Komponistin und Bratschistin
- 09. Januar: Arta Bajrami, albanische Popmusikerin
- 10. Januar: Josef Reif, österreichischer Hornist
- 12. Januar: Amerie Mi Marie Rogers, US-amerikanische R&B-Sängerin und Schauspielerin
- 14. Januar: Oliver Arno, österreichischer Musicaldarsteller
- 14. Januar: Monika Kuszyńska, polnische Sängerin
- 15. Januar: Lydia, spanische Popsängerin
- 18. Januar: Mick Kenney, britischer Musiker
- 18. Januar: Estelle Swaray, britische Soul-Sängerin und Rapperin
- 21. Januar: Björn Landberg, deutscher Synchronsprecher, Schauspieler, Musicalsänger und Schlagersänger
- 22. Januar: Chris Harms, deutscher Sänger und Gitarrist (Lord of the Lost)

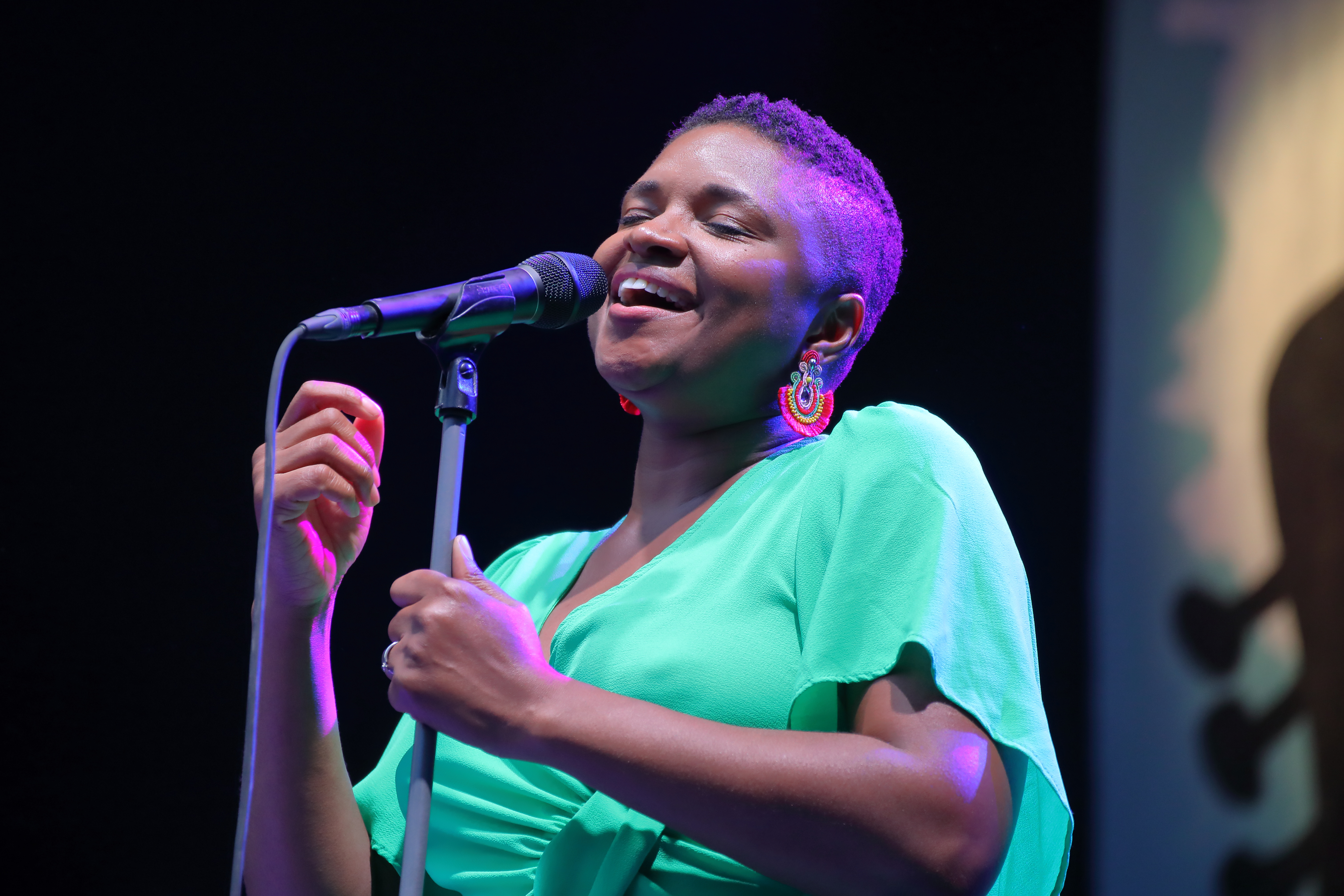
Lizz Wright; * 22. Januar

- 22. Januar: Lizz Wright, US-amerikanische Jazzmusikerin
- 24. Januar: Suzy, portugiesische Sängerin
- 25. Januar: David Dorůžka, tschechischer Jazzmusiker
- 27. Januar: Eva Padberg, deutsches Model, Sängerin und Songschreiberin, Moderatorin sowie Schauspielerin

Nick Carter; * 28. Januar

- 28. Januar: Nick Carter, US-amerikanischer Sänger und Mitglied der Boygroup Backstreet Boys
- 29. Januar: Jason James Richter, US-amerikanischer Schauspieler und Musiker

### Februar
- 02. Februar: Nina Zilli, italienische Sängerin
- 04. Februar: Tex Brasket, deutsch-US-amerikanischer Musiker und Sänger
- 05. Februar: Tiwa Savage, nigerianische AfroPop-Sängerin

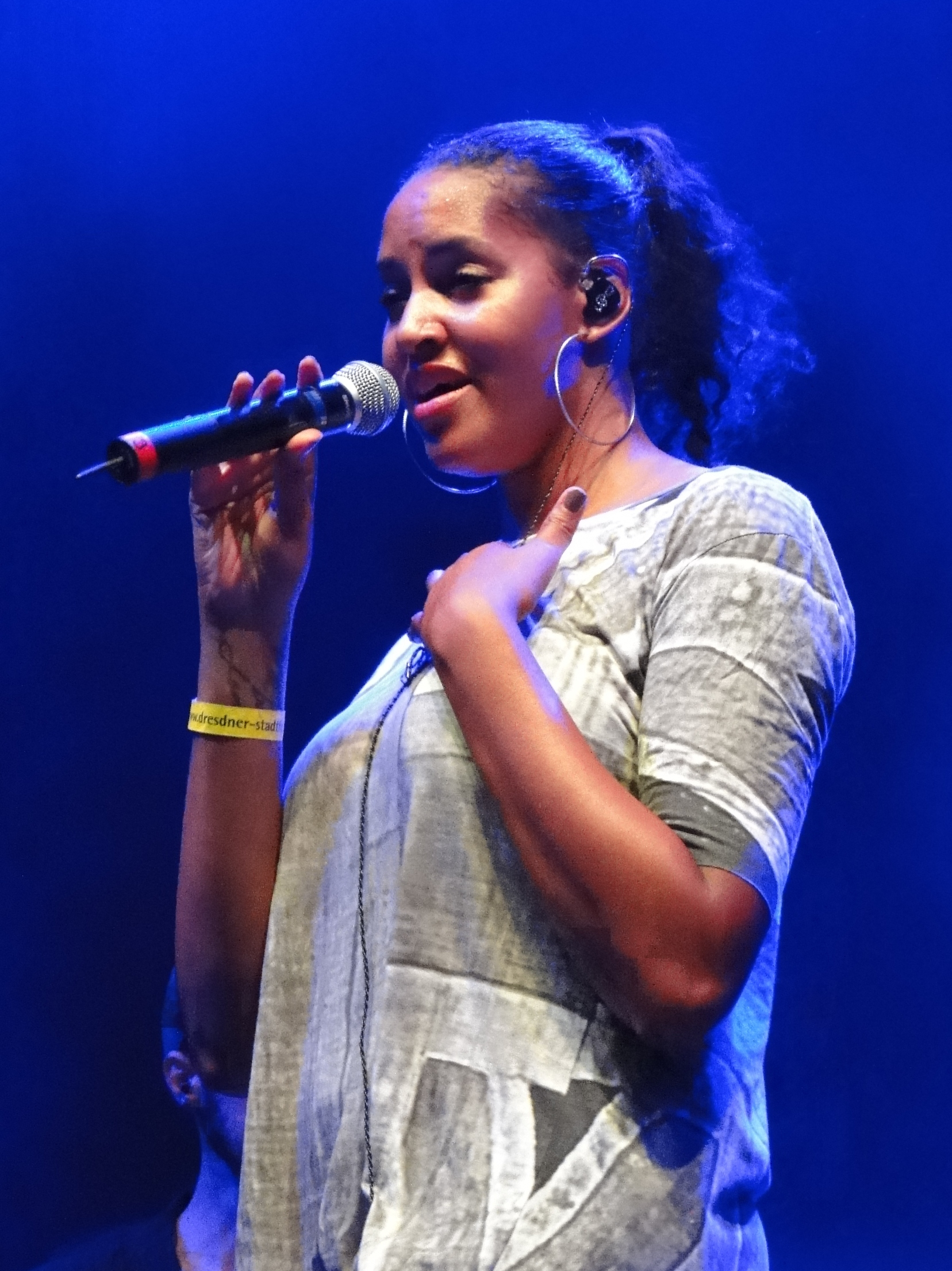
Cassandra Steen; * 9. Februar

- 09. Februar: Cassandra Steen, deutsche Soulsängerin
- 12. Februar: Kimmernaq Kjeldsen, grönländische Sängerin und Schauspielerin
- 14. Februar: Lara, österreichische Sängerin
- 15. Februar: Pjotr Jalfimau, belarussischer Sänger
- 18. Februar: Cezar, rumänischer Countertenor
- 21. Februar: Tiziano Ferro, italienischer Popsänger

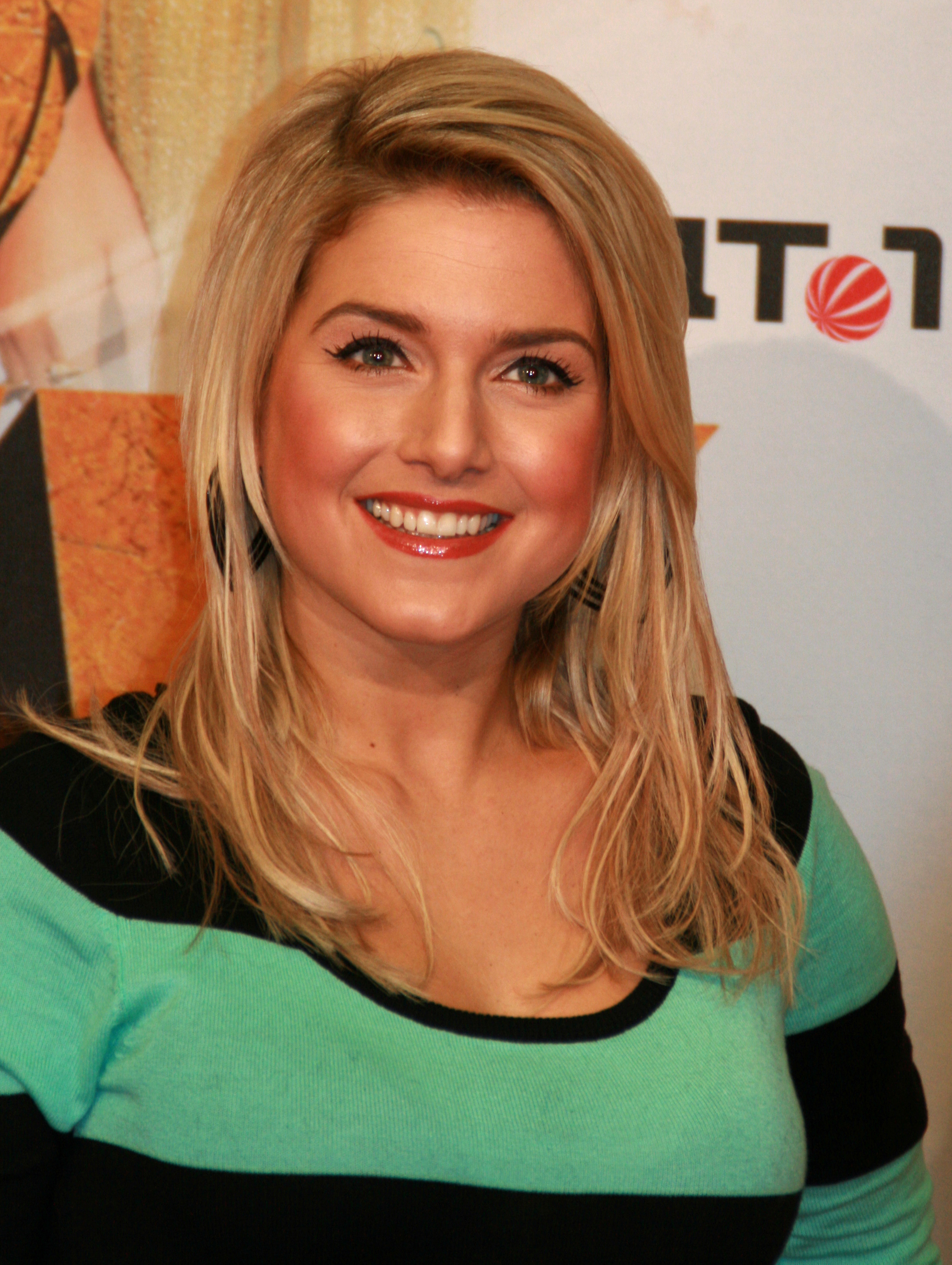
Jeanette Biedermann; * 22. Februar

- 22. Februar: Jeanette Biedermann, deutsche Sängerin und Schauspielerin
- 23. Februar: Cornelius Meister, deutscher Dirigent und Pianist
- 23. Februar: Rafael Payare, venezolanischer Dirigent und Hornist
- 24. Februar: Stig Rästa, estnischer Sänger, Produzent, Songwriter und Gitarrist
- 27. Februar: Bobby V, afro-amerikanischer R&B-Sänger

### März
- 03. März: Anmary, lettische Sängerin
- 05. März: Jessica Boehrs, deutsche Dancepop-Sängerin
- 07. März: Valery Tscheplanowa, deutsche Schauspielerin und Sängerin
- 08. März: Lucie Vondráčková, tschechische Schauspielerin, Synchronsprecherin und Sängerin
- 09. März: Chingy, US-amerikanischer Rapper
- 09. März: Jacob Koller, US-amerikanischer Jazzmusiker (Piano, Arrangement, Komposition)

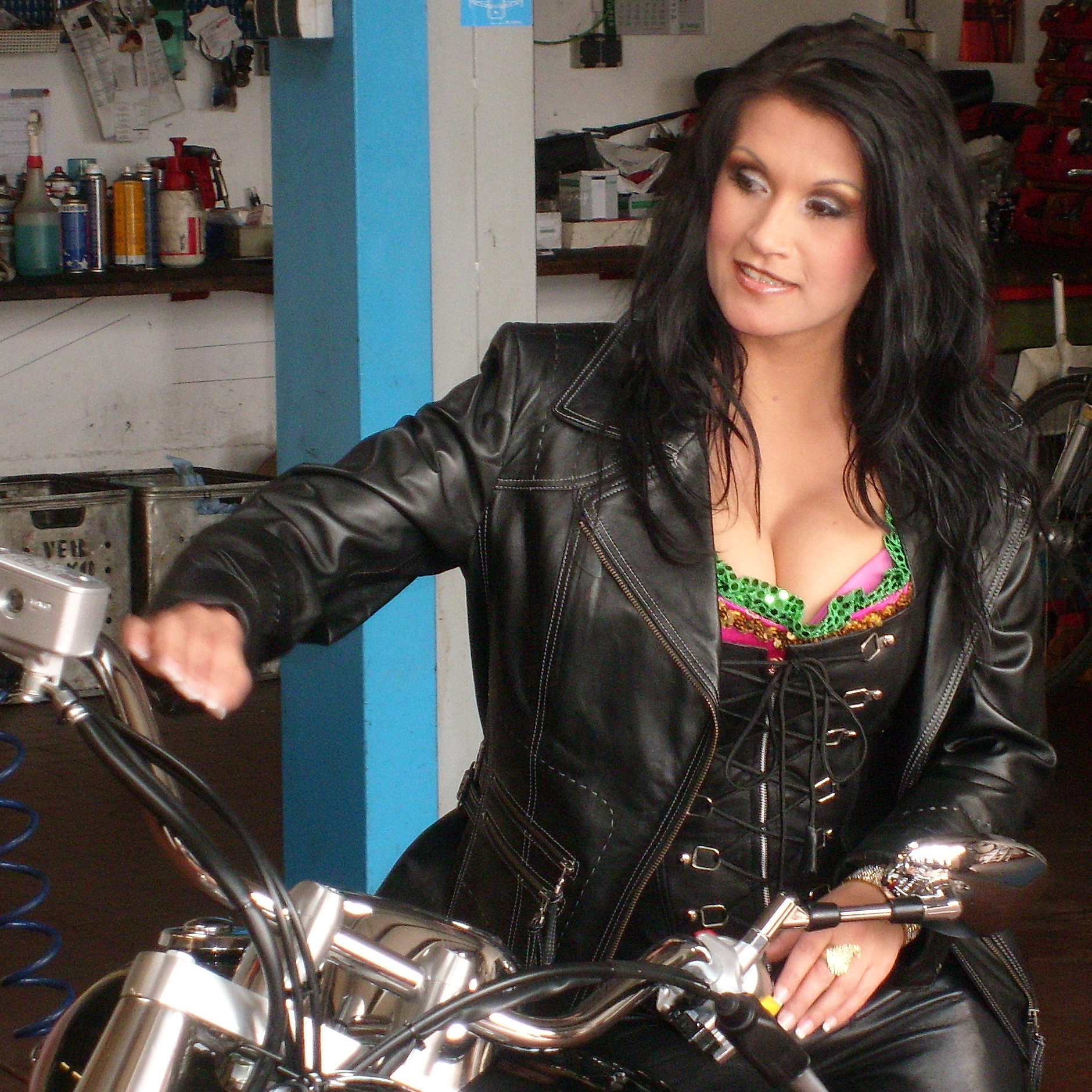
Sandra Stumptner; * 10. März

- 10. März: Sandra Stumptner, österreichische Musikerin und Entertainerin
- 11. März: Will Files, US-amerikanischer Tongestalter
- 18. März: Juliette Schoppmann, deutsche Pop- und Musicalsängerin
- 19. März: Mikuni Shimokawa, japanische Popsängerin und Songwriterin
- 24. März: Andreas Marek-Wendorf, deutscher Produzent
- 24. März: Mike Roelofs, niederländischer Jazz- und Improvisationsmusiker
- 24. März: Dan Romer, US-amerikanischer Komponist, Musikproduzent und Songwriter
- 24. März: Jan Simowitsch, deutscher Pianist und Komponist
- 26. März: Eva-Maria Grein von Friedl, deutsche Schauspielerin und Musicaldarstellerin
- 29. März: Natalia Avelon, deutsch-polnische Schauspielerin und Sängerin

### April
- 04. April: Johnny Borrell, britischer Sänger und Songwriter
- 04. April: Sorin Creciun, moldawischer Pianist
- 08. April: Diamá, Schweizer Sängerin
- 08. April: Manuel Ortega, österreichischer Sänger und Entertainer

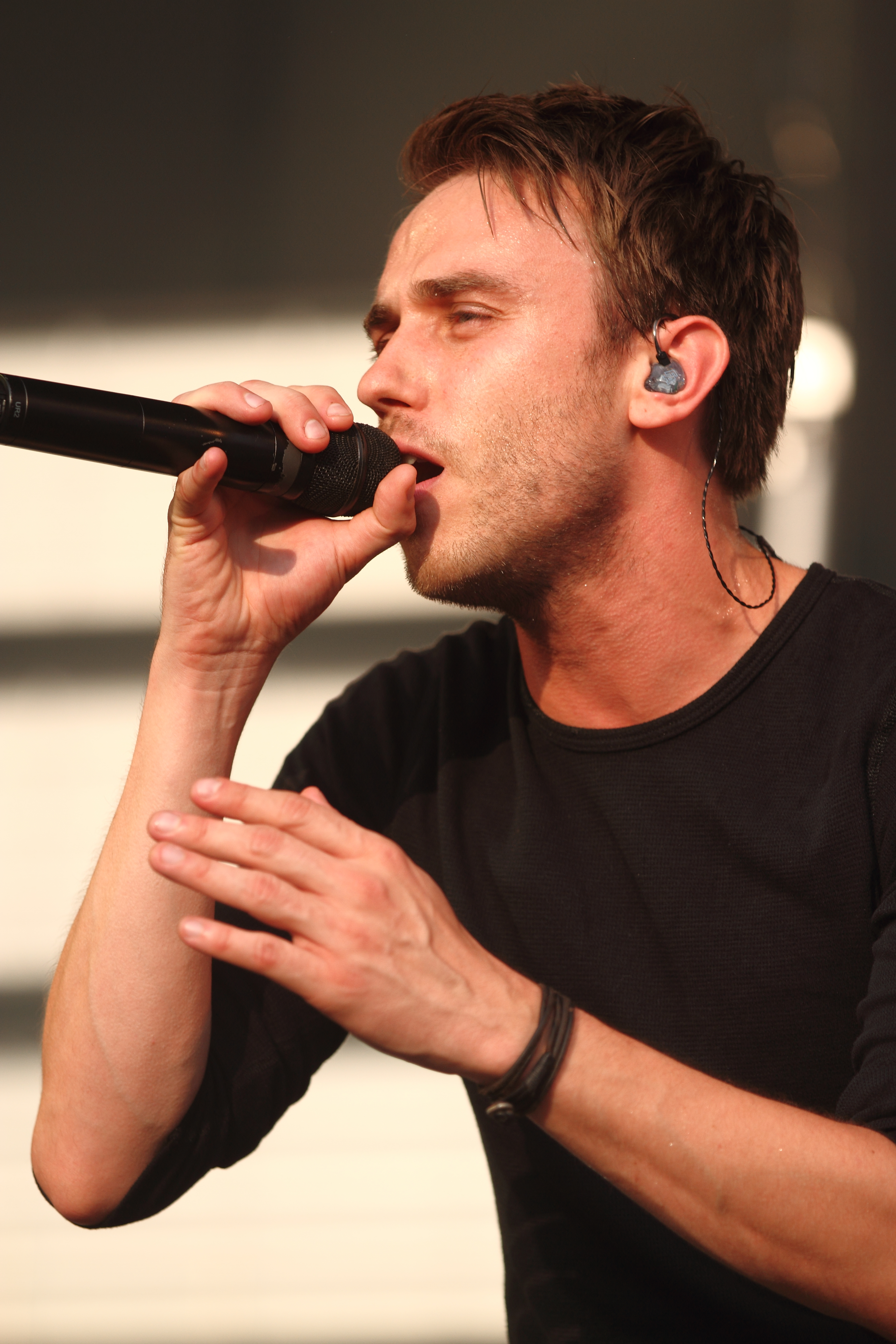
Clueso; * 9. April

- 09. April: Clueso, deutscher Sänger und Produzent
- 10. April: Jimmy Rosenberg, niederländischer Jazzgitarrist
- 12. April: Brian McFadden, irischer Popsänger
- 12. April: Erik Mongrain, französisch-kanadischer Gitarrist und Komponist
- 13. April: Ryan Carter, US-amerikanischer Komponist
- 16. April: Samir Cavadzadə, aserbaidschanischer Sänger
- 20. April: Jasmin Wagner, deutsche Popsängerin und Moderatorin
- 20. April: Waylon, niederländischer Sänger
- 21. April: Hiro Shimono, japanischer Synchronsprecher und Sänger
- 21. April: Manny Marc, deutscher DJ und Rapper
- 23. April: Taio Cruz, britischer Sänger
- 24. April: Julia Hummer, deutsche Schauspielerin und Musikerin
- 25. April: Rostislav Krimer, deutsch-belarussicher Pianist und Dirigent
- 28. April: Karolina Gočeva, nordmazedonische Popsängerin
- 29. April: Magdalena Tul, polnische Popmusikerin und Musicaldarstellerin

### Mai

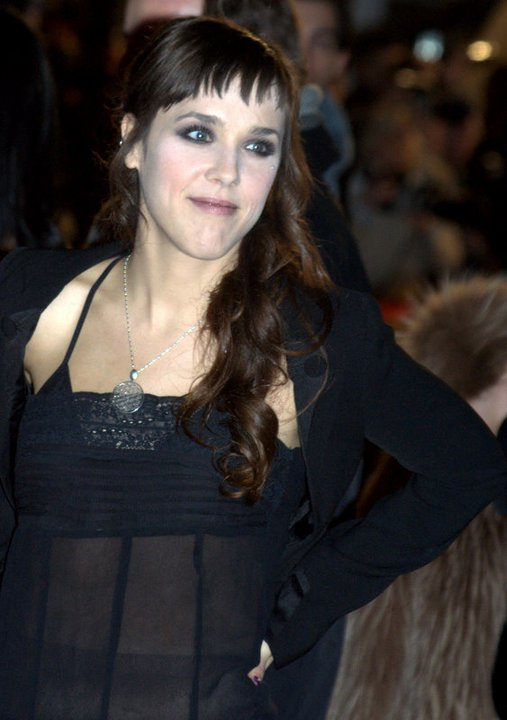
Zaz; * 1. Mai

- 01. Mai: Zaz (Isabelle Geffroy), französische Jazzsängerin
- 02. Mai: Sacha Galperine, französischer Filmkomponist
- 02. Mai: Martina Majerle, kroatische Sängerin
- 02. Mai: Nicole Süßmilch, deutsche Nachwuchssängerin
- 07. Mai: Gianna Terzi, griechische Sängerin
- 08. Mai: Michelle McManus, britische Sängerin
- 09. Mai: Carolin Kebekus, deutsche Komikerin, Sängerin, Synchronsprecherin und Schauspielerin
- 11. Mai: Nevio Passaro, deutsch-italienischer Musiker
- 15. Mai: Francesco Meli, italienischer Opernsänger, Tenor
- 15. Mai: O.S.T.R., polnischer Rapper
- 17. Mai: Erica Quinn Jennings, irisch-litauische Popsängerin
- 20. Mai: Juliana Pasha, albanische Sängerin

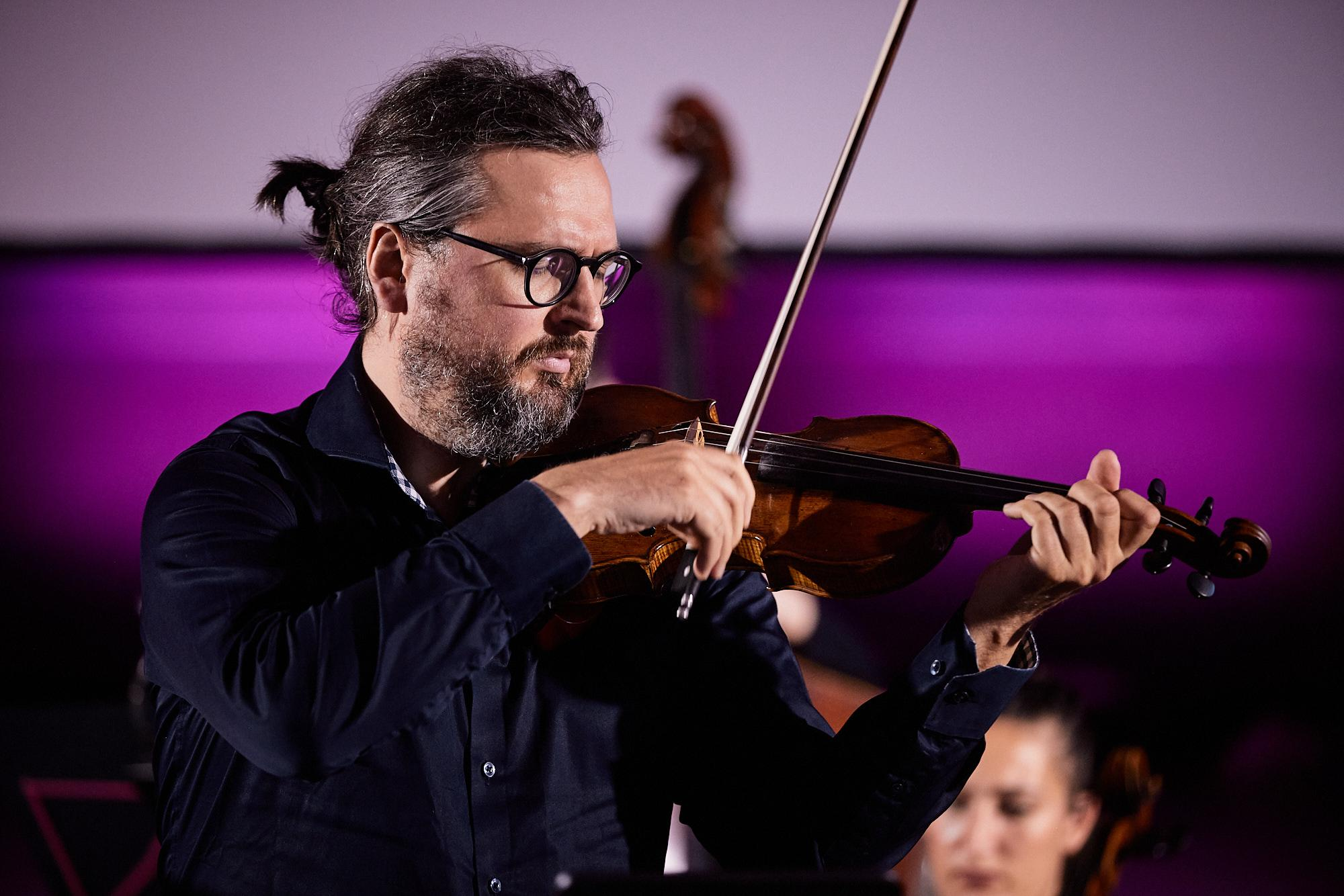
Stefan Hempel; * 24. Mai

- 24. Mai: Stefan Hempel, deutscher Violinist und Hochschulprofessor
- 25. Mai: Manu Hagmann, Schweizer Jazzmusiker
- 25. Mai: Santiago Saitta, argentinischer Komponist und Musikpädagoge
- 28. Mai: Maimuna, belarussische Violinistin
- 29. Mai: Thomas Antonic, österreichischer Literaturwissenschaftler, Autor und Musiker
- 30. Mai: Remy Ma, US-amerikanische Rapperin
- 31. Mai: Andrew John Hurley, US-amerikanischer Schlagzeuger

### Juni
- 10. Juni: Gabriel Häsler, Schweizer evangelischer Theologe und Musicalproduzent

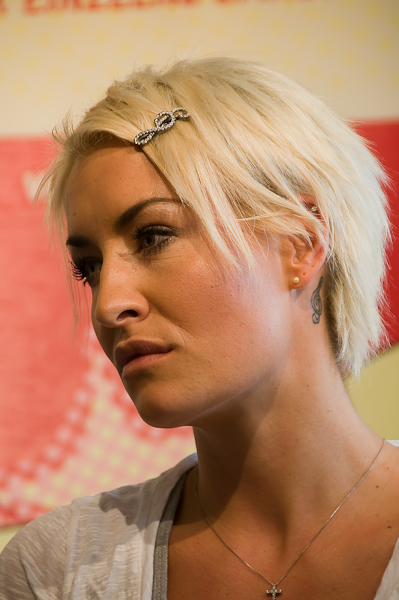
Sarah Connor; * 13. Juni

- 13. Juni: Sarah Connor, deutsche Sängerin
- 13. Juni: Benny Greb, deutscher Schlagzeuger
- 23. Juni: Richard Ulmer, österreichischer Komponist, Musikproduzent, Sänger, Songwriter, Filmemacher und Unternehmer
- 28. Juni: Johntá Austin, US-amerikanischer Songwriter, Arrangeur, Produzent und Sänger
- 30. Juni: Ramsi Aliani, deutsch-tunesischer Sänger, Songschreiber und Produzent

### Juli
- 04. Juli: Alpa Gun, deutscher Rapper
- 05. Juli: Gustaph, belgischer Sänger
- 06. Juli: Joell Ortiz, US-amerikanischer Rapper
- 10. Juli: Jessica Simpson, US-amerikanische Popsängerin und Schauspielerin
- 15. Juli: Julia Perez, indonesische Dangdut-Sängerin und Schauspielerin († 2017)
- 18. Juli: Tom Arthurs, britischer Jazzmusiker
- 18. Juli: Kristen Bell, US-amerikanische Schauspielerin, Musicaldarstellerin und Sängerin
- 19. Juli: Nora Kudrjawizki, deutsche Geigerin und Singer-Songwriterin
- 22. Juli: Kate Ryan, belgische Sängerin
- 23. Juli: Gerard Lebik, polnischer Improvisationsmusiker
- 23. Juli: Michelle Williams, US-amerikanische R&B- und Gospelsängerin
- 25. Juli: Rebeka Dremelj, slowenische Sängerin, Fotomodell, Modeschöpferin, Schauspielerin und Fernsehmoderatorin
- 25. Juli: David Wachs, US-amerikanischer Filmschauspieler und Filmkomponist
- 28. Juli: Darina, mexikanische Sängerin, Songschreiberin, Schauspielerin, Autorin, Produzentin, Fußballspielerin und Politikerin
- 31. Juli: Rina Aiuchi, japanische J-Pop-Sängerin
- 00. Juli: Sami Yusuf, britischer Sänger, Komponist und Musiker

### August
- 02. August: Anaïs Chen, Schweizer Barockgeigerin
- 03. August: Nadia Ali, pakistanisch-US-amerikanische Singer-Songwriterin
- 05. August: Juliana Ferreira Braga de Aquino, brasilianische Musicaldarstellerin († 2009)
- 06. August: József Plútó Horváth, ungarischer Bassist und Komponist
- 07. August: Jörge Becker, deutscher Trompeter
- 10. August: Lynn Chircop, maltesische Sängerin und Fernsehmoderatorin

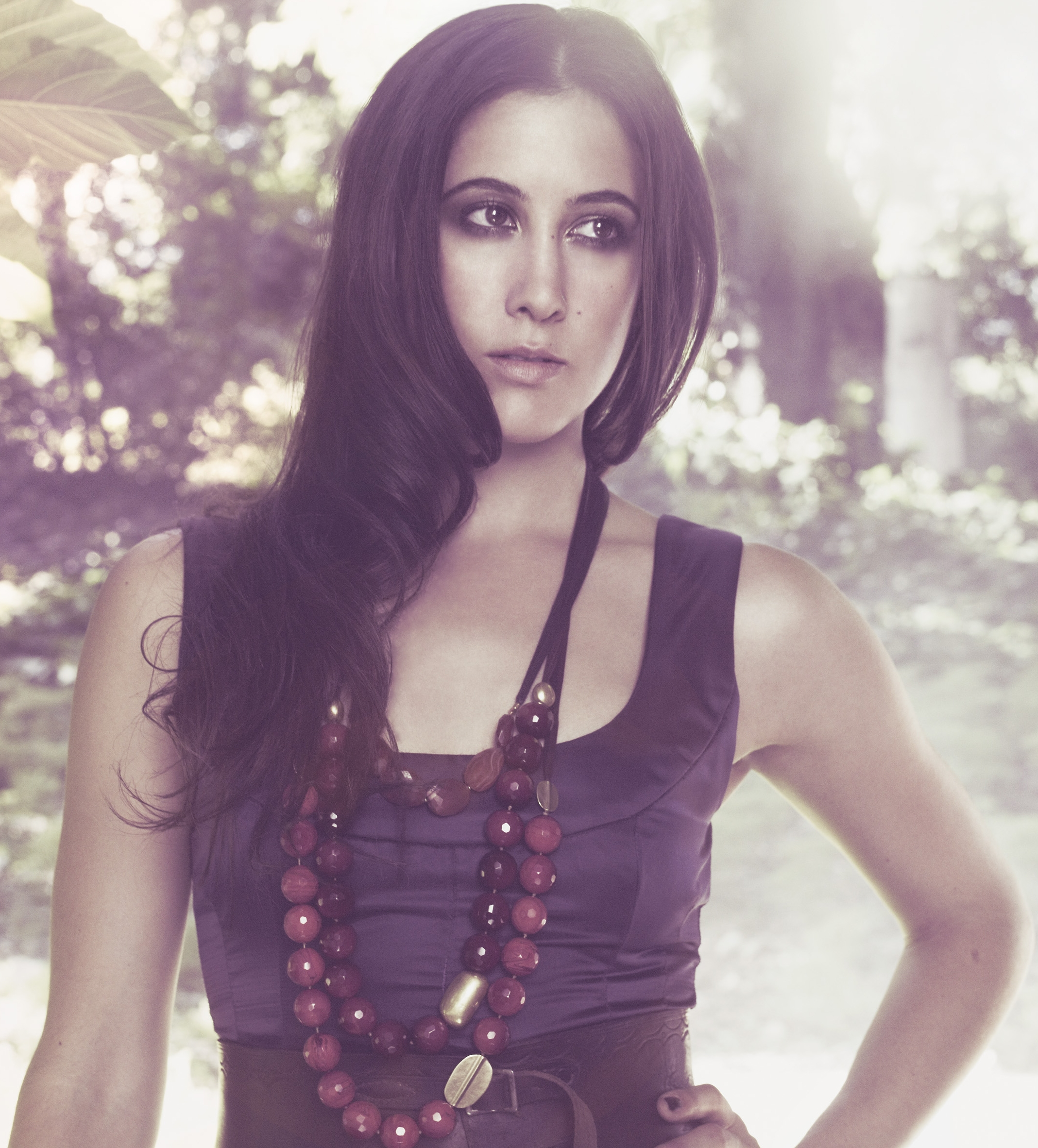
Vanessa Carlton; * 16. August

- 16. August: Vanessa Carlton, US-amerikanische Popsängerin und Pianistin
- 19. August: Adrian Lulgjuraj, montenegrinischer Sänger und Anwalt
- 22. August: Zsófia Boros, ungarische Gitarristin
- 22. August: Kai Fischer, deutscher Gitarrist, Komponist und Kostümbildner
- 22. August: Vladimir Kostadinovic, österreichischer Jazzmusiker (Schlagzeug, Komposition) serbischer Herkunft
- 24. August: Sheléa, US-amerikanische Sängerin, Pianistin und Komponistin
- 25. August: Ève Angeli, französische Sängerin
- 26. August: Macaulay Culkin, US-amerikanischer Schauspieler und Musiker
- 27. August: Sarah Christ, deutsch-australische Harfenistin
- 29. August: Faiz Mangat, deutscher Popsänger
- 31. August: Joe Budden, US-amerikanischer Rapper

### September
- 03. September: Jason McCaslin, kanadischer Musiker
- 03. September: Palina Smolawa, belarussische Sängerin

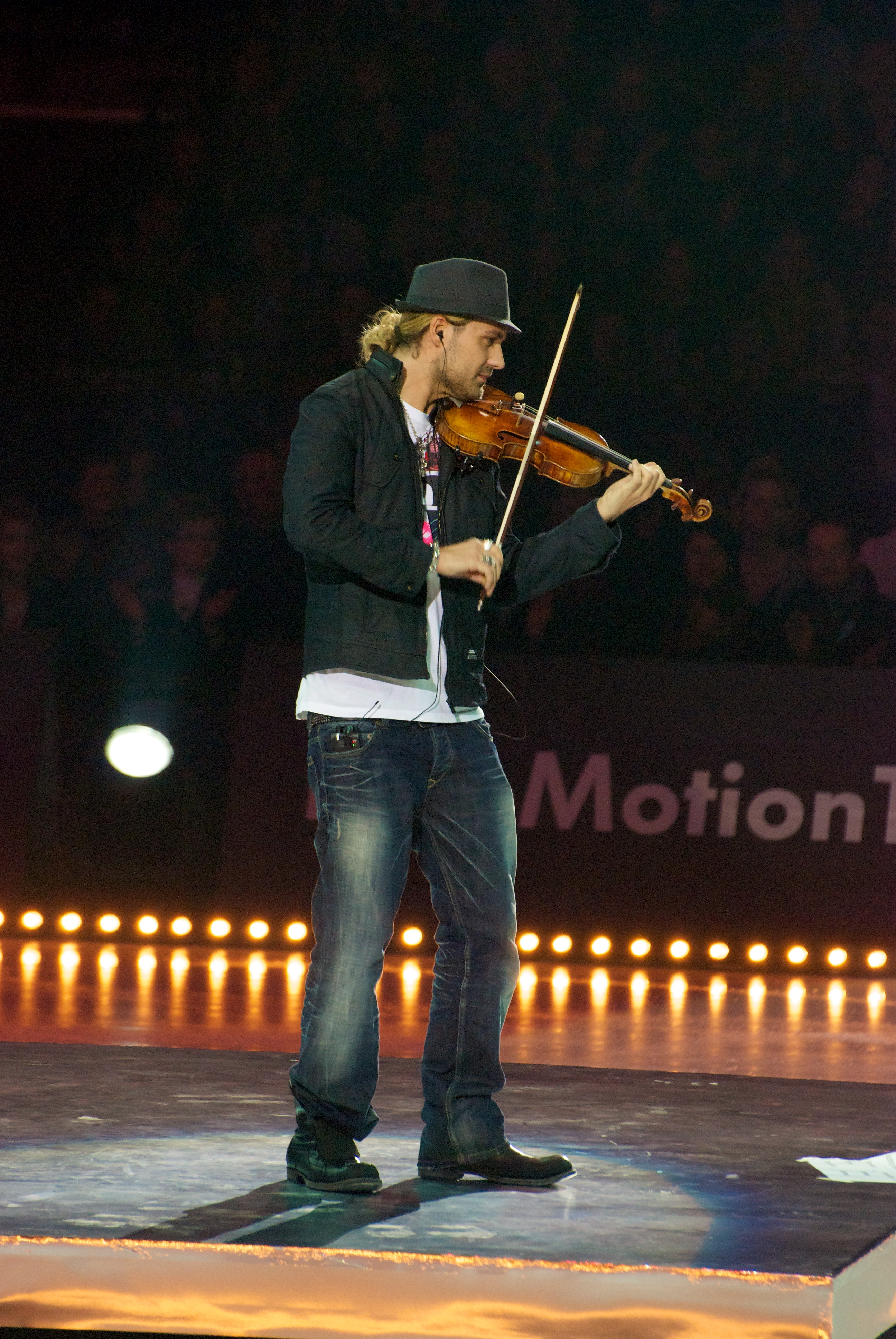
David Garrett; * 4. September

- 04. September: David Garrett, deutsch-US-amerikanischer Violinist
- 07. September: Nigar Camal, aserbaidschanische Sängerin
- 08. September: Marion Rampal, französische Sängerin und Songwriterin
- 09. September: Jani Liimatainen, finnischer Gitarrist
- 10. September: Marina Rebeka, lettische Opern-, Lied- und Konzertsängerin

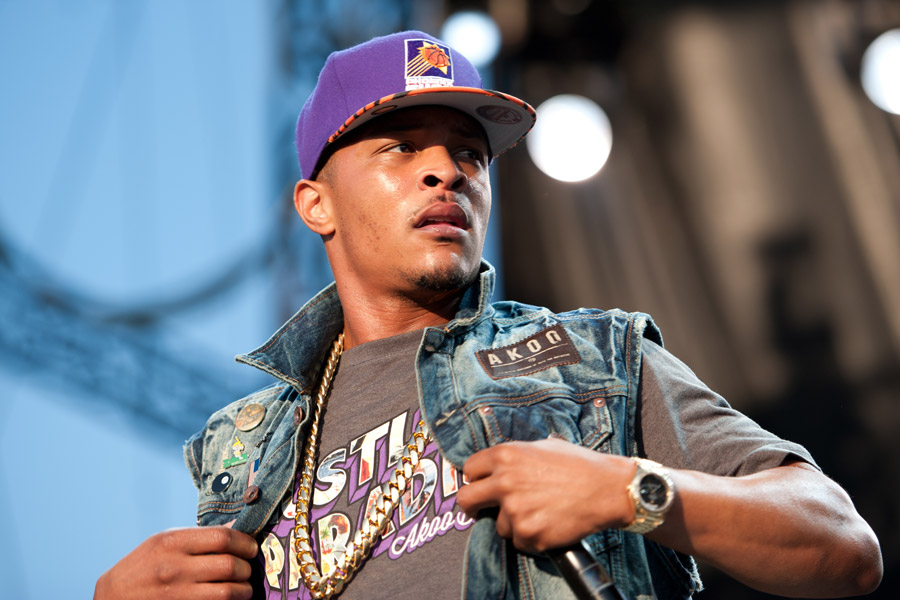
T.I.; * 25. September

- 25. September: T.I., US-amerikanischer Rapper
- 28. September: Haydée Milanés, kubanische Musikerin

### Oktober
- 03. Oktober: Daniel O’Donoghue, irischer Sänger
- 03. Oktober: Kjetil Mørland, norwegischer Sänger
- 07. Oktober: Marjan Shaki, deutsche Musicaldarstellerin
- 09. Oktober: Aérea Negrot, venezolanische Performerin, Sängerin, elektronische Musikerin und Remixerin († 2023)
- 13. Oktober: Ashanti Douglas, US-amerikanische Sängerin
- 13. Oktober: Virginie Pouchain, französische Sängerin
- 14. Oktober: Andy Ost, deutscher Sänger, Songwriter und Comedian
- 16. Oktober: Jan Wilke, deutscher Komponist und Chorleiter
- 17. Oktober: Stephan Rehm Rozanes, deutscher Journalist, Autor, Podcaster
- 18. Oktober: Sarah Blackwood, kanadische Singer-Songwriterin
- 18. Oktober: Hannes Lambert, deutscher Sänger und Off-Sprecher
- 19. Oktober: Martin Stadtfeld, deutscher Pianist
- 21. Oktober: Leon Bolier, niederländischer Trance-DJ und -Produzent
- 24. Oktober: Kaushiki Chakraborty, indische Sängerin
- 24. Oktober: Lukas Perman, österreichischer Musicaldarsteller, Sänger und Schauspieler
- 27. Oktober: Václav Noid Bárta, tschechischer Sänger, Komponist, Synchronsprecher und Schauspieler
- 27. Oktober: Missy Mazzoli, US-amerikanische Komponistin und Pianistin
- 27. Oktober: Tanel Padar, estnischer Sänger
- 31. Oktober: Alondra de la Parra, mexikanische Dirigentin

### November
- 03. November: Magnus von Keil, deutscher Moderator, Journalist, Autor und DJ
- 06. November: Anri Dschochadse, georgischer Popsänger
- 07. November: Anna Katharina Kränzlein, deutsche Violinistin
- 07. November: Matias Tosi-Socolov, argentinischer Opernsänger
- 07. November: Helena Zeťová, tschechische Sängerin († 2024)

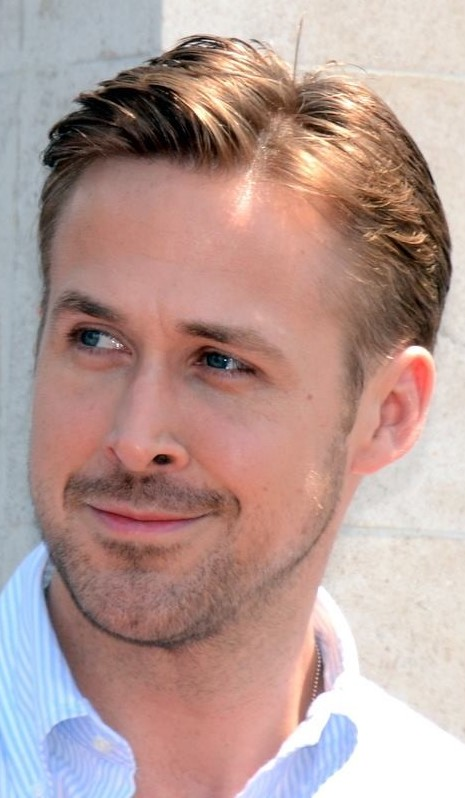
Ryan Gosling; * 12. November

- 12. November: Ryan Gosling, kanadischer Schauspieler und Musiker
- 13. November: Denise Djokic, kanadische Cellistin
- 16. November: Reggie Quinerly, US-amerikanischer Jazzmusiker (Schlagzeug)
- 17. November: Vrčak, nordmazedonischer Rapper, Hip-Hop-, Pop-Sänger und Songwriter
- 23. November: Purple Disco Machine, deutscher Disco- und Houseproduzent und DJ
- 28. November: Christoph Zirngibl, deutscher Komponist

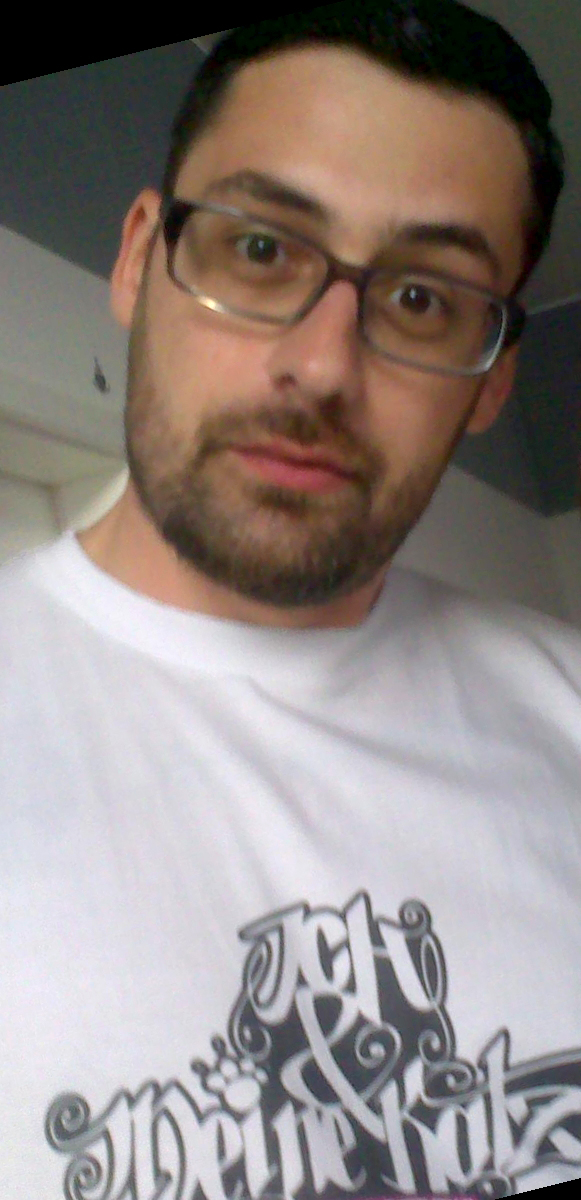
Sido; * 30. November

- 30. November: Sido (Paul Hartmut Würdig), deutscher Rapper

### Dezember
- 01. Dezember: Beans On Toast, britischer Folk-Sänger
- 01. Dezember: Ceylan Ertem, türkische Musikerin
- 09. Dezember: Djazia Satour, französische Musikerin
- 10. Dezember: DJ Smoove, deutscher Musikproduzent († 2018)
- 14. Dezember: Stefan Dressler, deutscher Autor und Songtexter

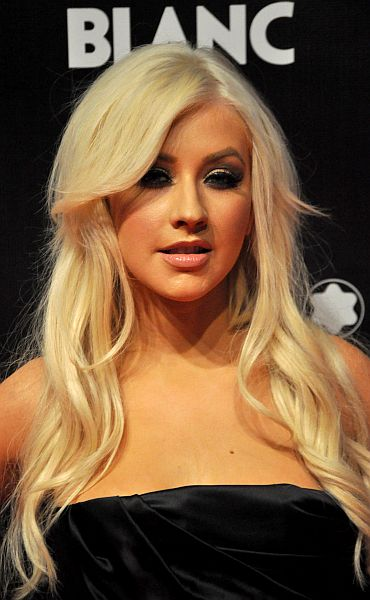
Christina Aguilera; * 18. Dezember

- 18. Dezember: Christina Aguilera, US-amerikanische Pop-Sängerin
- 18. Dezember: Mario Aschauer, österreichischer Musikwissenschaftler, Cembalist und Dirigent
- 24. Dezember: Maarja-Liis Ilus, estnische Sängerin

### Genaues Geburtsdatum unbekannt
- Çiğdem Aslan, türkisch-kurdische Musikerin
- Mario Batković, Schweizer Komponist und Akkordeonist
- Jon De Lucia, US-amerikanischer Jazzmusiker
- Alabaster DePlume, britischer Jazzmusiker (Saxophon, Komposition) und Spoken-Word-Künstler
- Rebekah Driscoll, US-amerikanische Komponistin
- Valentin Eichler, deutscher Bratschist
- Antoaneta Emanuilova, deutsche Cellistin und Musikpädagogin
- Sandrine François, französische Sängerin
- Hercules Gomes, brasilianischer Pianist, Komponist und Arrangeur
- Hester Groenleer, niederländische Blockflötistin und Hochschullehrerin
- Michelle Gurevich, kanadische Sängerin
- Philipp Hanich, deutscher bildender Künstler und Musiker
- Gregor Heinze, deutscher Musiker, Komponist und Produzent
- Holly Herndon, US-amerikanische Komponistin, Musikerin und Klangkünstlerin
- Damineh Hojat, deutsch-persische Schauspielerin, Sängerin und Sprecherin
- Masha Khotimski, ukrainische Filmkomponistin
- Wolfgang Kogert, österreichischer Organist
- Dominik Krämer, deutscher Bassist und Gitarrist
- Daniel Lee, US-amerikanischer Cellist
- Luka Lenzin, Schweizer Comicszenarist und Musiker
- Antonia Lorenz-Birk, deutsche Klarinettistin
- Sofia Mestari, französische Sängerin marokkanischer Herkunft
- Yael Nachshon Levin, israelische Jazzmusikerin und Autorin
- Pablo Martín Jones, spanischer Jazz- und Weltmusiker und Komponist
- Ralph Alexander Neumüller, österreichischer Genetiker, Science-Fiction-Schriftsteller und Musiker
- Onur Özkaya, türkischer Kontrabassist
- Cristina Pato, spanische Gaitaspielerin und Pianistin
- Mapi Quintana, spanische Jazz- und Weltmusikerin (Gesang, Komposition)
- Lydia Rilling, deutsche Musikwissenschaftlerin
- Sebastian Ritschel, deutscher Theaterintendant, Operndirektor und Dramaturg
- Bernard van Rossum, niederländischer Jazzmusiker (Saxophon, Komposition) und Bigband-Leader
- Pauline Sachse, deutsche Bratschistin, Kammermusikerin und Professorin
- Elisabeth Schmirl, österreichische Künstlerin, Kuratorin, Kulturarbeiterin, Lehrende und Vermittlerin
- Rinat Shaham, israelische Opernsängerin
- Kai-Olaf Stehrenberg, deutscher Liedermacher
- Heidi Talbot, irische Folksängerin und Songwriterin
- Mika Urbaniak, US-amerikanische Popsängerin
- Sebastian Voltz, deutscher Konzertpianist (auch Jazz), Komponist und Interpret Neuer Musik
- Andreas Waelti, Schweizer Jazzmusiker (Bass, Komposition)
- Wladislaw Winokurow, österreichischer Musiker und Pädagoge ukrainischer Herkunft
- Melanie Wolf, deutsche Primaballerina, Sängerin und Unternehmerin
- Christina Zenk, deutsche Musikwissenschaftlerin, Filmkomponistin und Professorin
- Philipp Z’Rotz, Schweizer Jazzmusiker

### Geboren vor 1980
- Christos Efthimiadis, deutsch-griechischer Gitarrist

### Geboren um 1980
- Alex Bayer, deutscher Jazzmusiker
- Cory Biggerstaff, US-amerikanischer Jazzmusiker
- Daniel Blacksberg, US-amerikanischer Jazzmusiker
- Dan Bruce, US-amerikanischer Jazzmusiker
- Zack Foley, US-amerikanischer Jazzmusiker (Gesang)
- Benjamin Garcia, deutsch-mexikanischer Jazz- und Popmusiker
- Leah Gordon, deutsch-kanadische Opernsängerin (Sopran)
- Forbes Graham, US-amerikanischer Jazz- und Improvisationsmusiker
- Johannes Haage, deutscher Jazzmusiker
- Jo Harrop, britische Jazzsängerin
- Robin Hermann, deutscher Verleger, Germanist und Musiker
- Lord KraVen, US-amerikanischer Schauspieler und Sänger
- Agathe Max, französische Geigerin und Komponistin
- Elan Mehler, US-amerikanischer Jazzmusiker und Musikproduzent
- Paolo Orlandi, italienischer Jazzmusiker (Schlagzeug)
- Julia Siedl, österreichische Jazzmusikerin (Piano, Komposition)
- Imani Uzuri, US-amerikanische Sängerin, Komponistin und Liedtexterin
- Colin Webster, britischer Improvisationsmusiker

### Geboren nach 1980
- Ana de la Vega, australische klassische Flötistin

## Gestorben

### Januar
- 02. Januar: Roland Lebrun, kanadischer Singer-Songwriter (Le Soldat Lebrun) (* 1919)
- 07. Januar: Larry Williams, amerikanischer Sänger, Pianist und Songschreiber (Sam & Dave) (* 1935)
- 19. Januar: Wanda Chmielowska, polnische Pianistin und Musikpädagogin (* 1891)
- 19. Januar: Piero Ciampi, italienischer Cantautore (* 1934)
- 23. Januar: Bobby Sherwood, US-amerikanischer Jazzgitarrist (* 1914)
- 30. Januar: Professor Longhair, US-amerikanischer Sänger und Pianist (* 1918)

### Februar
- 03. Februar: Léon Destroismaisons, kanadischer Organist, Komponist und Musikpädagoge (* 1895)
- 08. Februar: Erna Seremi, deutsche Sopranistin (* 1896)
- 12. Februar: Gale Robbins, US-amerikanische Schauspielerin und Sängerin (* 1921)
- 19. Februar: Bon Scott, Rockmusiker (* 1946)
- 22. Februar: Jerzy Lefeld, polnischer Komponist, Pianist und Musikpädagoge (* 1898)
- 24. Februar: Oliver Strunk, US-amerikanischer Musikwissenschaftler und -pädagoge (* 1901)
- 29. Februar: Horst Wolf, deutscher Heldentenor (* 1894)

### März
- 01. März: John Jacob Niles, US-amerikanischer Komponist, Sänger und Sammler von traditionellen Balladen (* 1892)
- 08. März: Fernand Gillet, US-amerikanischer Oboist und Musikpädagoge (* 1882)
- 08. März: Otto Uhlmann, Schweizer Komponist und Dirigent (* 1891)
- 10. März: William Kroll, US-amerikanischer Geiger, Komponist und Musikpädagoge (* 1901)
- 13. März: Tauno Pylkkänen, finnischer Komponist (* 1918)
- 14. März: Anna Jantar, polnische Schlagersängerin (* 1950)
- 17. März: Rudolf Escher, niederländischer Komponist und Musiktheoretiker (* 1912)
- 21. März: Hans Decker, deutscher Opernsänger (* 1903)
- 25. März: Walter Susskind, englischer Dirigent (* 1913)
- 28. März: Dick Haymes, argentinischer Sänger (* 1918)
- 29. März: Annunzio Mantovani, italienischer Orchesterleiter (* 1905)
- 31. März: Arthur Kleiner, österreichisch-amerikanischer Filmkomponist (* 1903)

### April
- 02. April: Pascual de Rogatis, argentinischer Komponist (* 1880)
- 04. April: András Pernye, ungarischer Musikwissenschaftler (* 1928)
- 05. April: Max Brand, österreichisch-amerikanischer Komponist, Pionier der Synthesizer- und elektronischen Musik (* 1896)
- 08. April: Lionel Parent, kanadischer Sänger und Komponist (* 1905)
- 11. April: Cousin Emmy, US-amerikanische Country-Sängerin, Entertainerin, Multiinstrumentalistin und Songwriterin (* 1903)
- 13. April: Abel Ferreira, brasilianischer Komponist, Klarinettist und Saxophonist (* 1915)
- 15. April: Wendell Engstrom Hoss, US-amerikanischer Hornist (* 1892)
- 17. April: Ernst Morawec, österreichischer Violinist, Bratschist und Musikpädagoge (* 1894)
- 19. April: Maria Hussa, österreichische Opernsängerin (* 1893)
- 20. April: Dante Agostini, französischer Schlagzeuger (* 1921)

### Mai
- 06. Mai: Lola Cornero, Stummfilmschauspielerin, Kabarettsängerin und Operettendiva (* 1892)
- 06. Mai: Adele Kern, deutsche Opern- und Operettensängerin (* 1901)
- 07. Mai: Wadym Homoljaka, ukrainischer Komponist, Musikpädagoge und Schauspieler (* 1914)
- 09. Mai: Willibald Quanz, deutscher Komponist (* 1905)
- 17. Mai: Maria Kurenko, russische Sängerin (* 1890)
- 18. Mai: Ian Curtis, Sänger der englischen Rockband Joy Division (* 1956)
- 19. Mai: Hans Bode, deutscher Trompeter und Hochschullehrer (* 1895)
- 19. Mai: Gertrud Callam, deutsche Opernsängerin (* 1891)
- 21. Mai: Vivian Langrish, englischer Pianist und Musikpädagoge (* 1894)
- 00. Mai: Jimmy Voytek, US-amerikanischer Country- und Rockabilly-Musiker (* 1938)

### Juni
- 01. Juni: Antonio Rodio, argentinischer Geiger, Bandleader und Tangokomponist italienischer Herkunft (* 1904)
- 08. Juni: Ernst Busch, deutscher Sänger, Kabarettist, Schauspieler und Regisseur (* 1900)
- 11. Juni: Bolesław Woytowicz, polnischer Komponist, Pianist und Musikpädagoge (* 1899)
- 14. Juni: Herman Autrey, Mitglied der Band „Fats Waller & his Rhythm“ (* 1904)
- 16. Juni: August Eichhorn, deutscher Musiker und Professor (* 1899)
- 16. Juni: Fritz Huth, deutscher Hornist und Horn-Lehrer (* 1908)
- 16. Juni: Bob Nolan, Gründungsmitglied der Sons Of The Pioneers (* 1908)
- 17. Juni: Eduard Büchsel, deutscher Organist und Kantor und Kirchenmusikdirektor (* 1917)
- 19. Juni: Georges Hugon, französischer Komponist (* 1904)
- 21. Juni: Bert Kaempfert, deutscher Komponist und Orchesterleiter (* 1923)
- 26. Juni: K-Ximbinho, brasilianischer Klarinettist und Komponist (* 1917)
- 27. Juni: Barney Bigard, US-amerikanischer Klarinettist (* 1906)
- 28. Juni: Harold Gleason, US-amerikanischer Organist, Musikpädagoge und -wissenschaftler (* 1892)
- 28. Juni: Yoshiro Irino, japanischer Komponist (* 1921)
- 29. Juni: Vera Schwarz, deutsche Cembalistin (* 1929)

### Juli
- 15. Juli: Henri Martelli, französischer Komponist (* 1895)
- 15. Juli: Ben Selvin, US-amerikanischer Bandleader (* 1898)
- 18. Juli: Josef Blatný, tschechischer Komponist und Organist (* 1891)
- 18. Juli: Andrée Vaurabourg-Honegger, französische Pianistin und Musikpädagogin (* 1894)
- 21. Juli: Keith Godchaux, US-amerikanischer Musiker (* 1948)
- 25. Juli: Wladimir Semjonowitsch Wyssozki, russischer Schauspieler, Dichter und Sänger (* 1938)
- 28. Juli: Cecil Burleigh, US-amerikanischer Violinist, Komponist und Musikpädagoge (* 1885)
- 29. Juli: Eduardo Rovira, argentinischer Bandoneonist, Bandleader, Tangokomponist und Arrangeur (* 1925)
- 29. Juli: Jan Tausinger, tschechischer Komponist, Dirigent, Chorleiter und Musikpädagoge (* 1921)

### August
- 02. August: Gerard Drieman, niederländischer Komponist Neuer Musik (* 1915)
- 17. August: Harold Campbell Adamson, US-amerikanischer Komponist, Filmkomponist und Liedtexter (* 1906)
- 18. August: Norman Cazden, US-amerikanischer Komponist (* 1914)
- 20. August: Joe Dassin, französischer Sänger (* 1938)
- 22. August: Max-Pol Fouchet, französischer Schriftsteller, Kunstkritiker und Fernsehjournalist (* 1913)
- 22. August: Ary Lobo, brasilianischer Musiker (Gesang, Komposition) (* 1930)
- 22. August: Cosmé McMoon, mexikanisch-US-amerikanischer Pianist und Komponist (* 1901)
- 30. August: Big Brown, US-amerikanischer (Straßen-)Poet, Performer und Musiker (* 1920)

### September
- 04. September: Pablo Moreno, uruguayisch-argentinischer Tangosänger (* 1923)
- 13. September: Joseph Suder, deutscher Komponist und Dirigent (* 1892)
- 15. September: Bill Evans, US-amerikanischer Jazzpianist (* 1929)
- 16. September: Kaspar Muther, schweizerischer Komponist, Klarinetten- und Sopransaxophonspieler (* 1909)
- 17. September: Bianca Stagno Bellincioni, italienische Sängerin und Schauspielerin (* 1888)
- 18. September: Dick Stabile, US-amerikanischer Jazzmusiker und Bandleader (* 1909)
- 21. September: Waldir Azevedo, brasilianischer Komponist und Cavaquinhospieler (* 1923)
- 21. September: Ernest White, kanadischer Organist und Orgelbauer, Chorleiter und Musikpädagoge (* 1901)
- 22. September: Jimmy Bryant, US-amerikanischer Country-Gitarrist (* 1925)
- 25. September: John Bonham, Schlagzeuger (* 1948)
- 26. September: Pat Hare, US-amerikanischer Blues-Musiker (* 1930)

### Oktober
- 13. Oktober: Charles Philip „Gabby“, hawaiischer Steel-Gitarrist (* 1921)
- 15. Oktober: Bobby Lester, US-amerikanischer Sänger (* 1930)
- 17. Oktober: Karl Brückel, deutscher Schauspieler, Theaterregisseur, Sänger und Hörspielsprecher (* 1881)
- 19. Oktober: Raúl Lavista, mexikanischer Komponist und Dirigent (* 1913)
- 24. Oktober: Clemens Scheitz, deutscher Musiker und Schauspieler (* 1899)
- 25. Oktober: Virgil Keel Fox, US-amerikanischer Organist (* 1912)
- 28. Oktober: Benvenuto Terzi, italienischer Komponist und Konzertgitarrist (* 1892)

### November
- 15. November: Emilio Pujol, spanischer Gitarrist und Komponist (* 1886)
- 16. November: Frank Luther, US-amerikanischer Country-Musiker (* 1900)
- 16. November: O. V. Wright, US-amerikanischer Gospel- und R&B-Sänger (* 1939)
- 20. November: Eugenia Umińska, polnische Geigerin und Musikpädagogin (* 1910)

### Dezember
- 07. Dezember: Darby Crash, US-amerikanischer Punkrockmusiker (* 1958)
- 08. Dezember: John Lennon, britischer Musiker (The Beatles) (* 1940)
- 23. Dezember: Alec Wilder, US-amerikanischer Komponist (* 1907)
- 25. Dezember: Louis Neefs, belgischer Sänger und Moderator (* 1937)
- 29. Dezember: Tim Hardin, US-amerikanischer Musiker (* 1941)
- 00. Dezember: Placide Morency, kanadischer Sänger (* 1887)

### Genaues Todesdatum unbekannt
- Josef Augustin, deutscher Volksmusiker (* 1929)
- Abdollah Davami, iranischer Sänger (* 1899)
- Rosa Alarco Larrabure, peruanische Musikwissenschaftlerin, Komponistin und Chorleiterin (* 1911)
- Jean Moscopol, rumänischer Sänger der Zwischenkriegszeit (* 1903)
- Oskar Rebling, deutscher Musikhistoriker und Hochschullehrer (* 1890)
- August Hansen Werner, norwegisch-amerikanischer Sänger, Bildhauer und Kunstprofessor (* 1893)

### Gestorben um 1980
- Elisabeth Roon, österreichische Sopranistin (* um 1928)